# Resolutie 1631 Veiligheidsraad Verenigde Naties
Resolutie 1631 van de Veiligheidsraad van de Verenigde Naties werd op 17 oktober 2005 unaniem door de VN-Veiligheidsraad aangenomen. De resolutie vroeg dat regionale en subregionale organisaties, en vooral die in Afrika, werden versterkt zodat ze de VN konden helpen in diens rol als handhaver van de internationale vrede en veiligheid.

## Inhoud

### Waarnemingen
In januari 1993 waren de regionale organisaties uitgenodigd geweest om hun samenwerking met de Verenigde Naties te verbeteren. De steeds grotere bijdrage die deze organisaties leverden kon een nuttige aanvulling zijn bij het werk van de VN om de internationale vrede en veiligheid te handhaven. Het was aldus nodig om de capaciteiten van die organisaties, en vooral die in Afrika, te versterken. De Raad herinnerde aan de VN-Wereldtop van 14-16 september 2005, waarin was besloten om de rol van regionale organisaties te vergroten. Ook werd de beslissing verwelkomd om met ingang van december 2005 een VN-Vredesopbouwcommissie op te richten.

### Handelingen
Regionale en subregionale organisaties die over de capaciteiten beschikten om conflicten te voorkomen werden gevraagd om deze capaciteiten aan te wenden binnen het kader van de VN. Alle landen en organisaties werden ook gevraagd menselijke, technische en financiële bijstand te verlenen om deze organisaties te versterken. Zo had de Europese Unie hiervoor de vredesfaciliteit voor Afrika opgericht. Zo moesten zij snel vredesmachten kunnen inzetten om VN-vredesoperaties te ondersteunen. Verder konden deze organisaties een rol spelen in de strijd tegen de illegale wapenhandel.
Secretaris-generaal Kofi Annan werd gevraagd om een rapport uit te brengen over de mogelijkheden tot samenwerking tussen de regionale organisaties en de VN, en om dit soort samenwerking op te nemen in zijn reguliere verslagen aan de Raad inzake missies gericht op het opbouwen en handhaven van de vrede.

## Verwante resoluties
- Resolutie 1209 Veiligheidsraad Verenigde Naties (1998)
- Resolutie 1467 Veiligheidsraad Verenigde Naties (2003)
- Resolutie 1645 Veiligheidsraad Verenigde Naties
- Resolutie 1646 Veiligheidsraad Verenigde Naties

Lijst ·  1581 ·  1582 ·  1583 ·  1584 ·  1585 ·  1586 ·  1587 ·  1588 ·  1589 ·  1590 ·  1591 ·  1592 ·  1593 ·  1594 ·  1595 ·  1596 ·  1597 ·  1598 ·  1599 ·  1600 ·  1601 ·  1602 ·  1603 ·  1604 ·  1605 ·  1606 ·  1607 ·  1608 ·  1609 ·  1610 ·  1611 ·  1612 ·  1613 ·  1614 ·  1615 ·  1616 ·  1617 ·  1618 ·  1619 ·  1620 ·  1621 ·  1622 ·  1623 ·  1624 ·  1625 ·  1626 ·  1627 ·  1628 ·  1629 ·  1630 ·  1631 ·  1632 ·  1633 ·  1634 ·  1635 ·  1636 ·  1637 ·  1638 ·  1639 ·  1640 ·  1641 ·  1642 ·  1643 ·  1644 ·  1645 ·  1646 ·  1647 ·  1648 ·  1649 ·  1650 ·  1651